# Lanciagranate

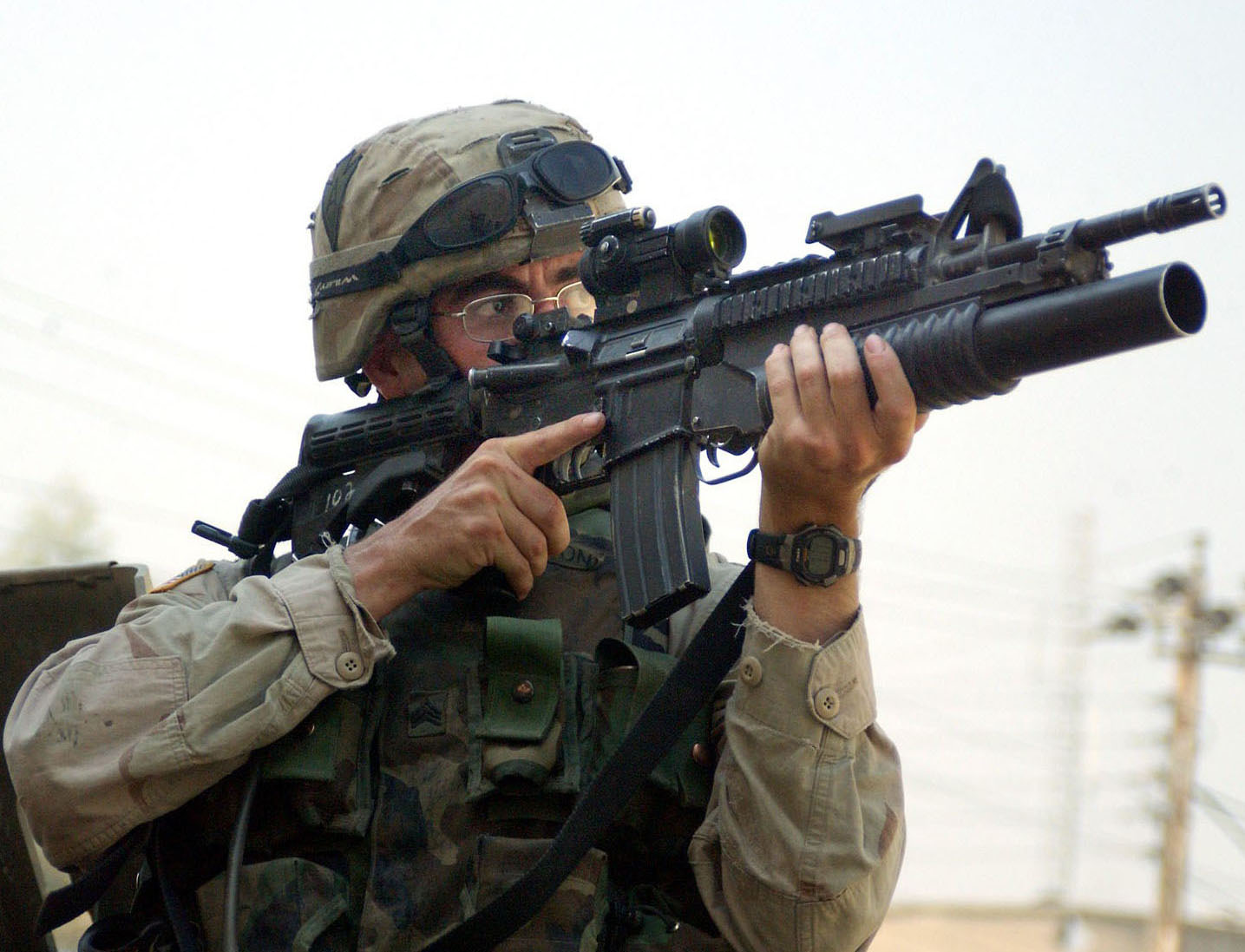
Moderno lanciagranate M203 montato su fucile M4 utilizzato da un soldato americano

Un lanciagranate è un'arma leggera capace di usare come proiettile un'ogiva di grande dimensione, solitamente cava e dotata di una carica esplosiva, incendiaria, lacrimogena, ecc.

## Storia

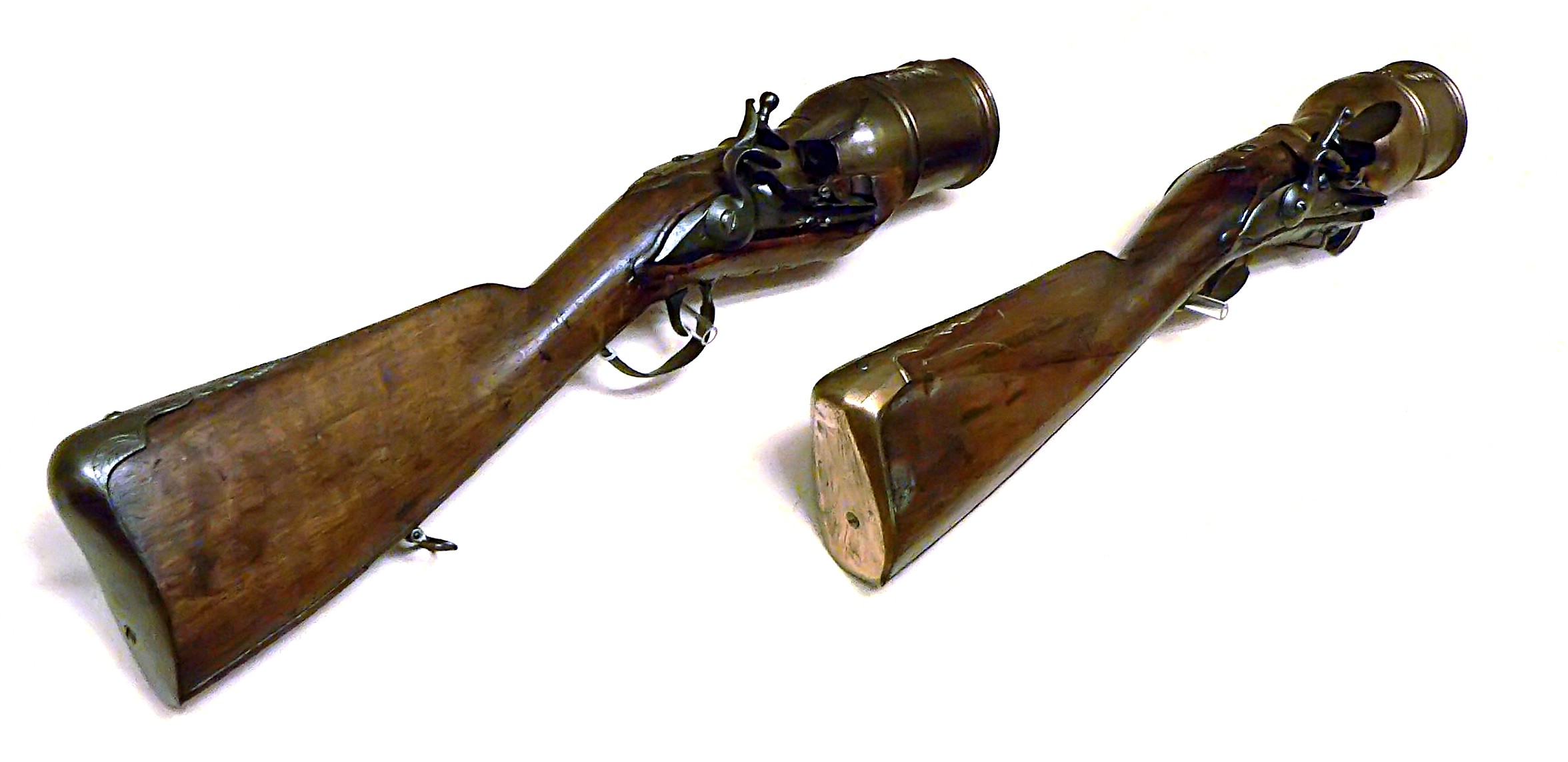
Spingarde per fanteria di inizio XIX secolo, si possono considerare antenati dei lanciagranate

Quest'arma deriva dalla necessità che si ebbe durante la prima guerra mondiale di trovare un modo di lanciare una granata oltre i 30 m che costituiscono la distanza limite per un lancio a mano. All'inizio si optò per le granate da fucile, in seguito si sviluppò un'arma più pratica e maneggevole: il lanciagranate, appunto.

## Caratteristiche
Vi sono dei lanciagranate, che hanno questa unica funzione, che utilizzano delle granate a proiettile, identiche, ma in calibri maggiori, rispetto alle comuni munizioni utilizzate dalle armi ad anima rigata; poi vi sono invece delle armi da fuoco diverse (fucili, pistole mitragliatrici, fucili ad anima liscia) che tramite l'aggiunta o la sostituzione di piccoli accessori o di intere componenti, come tromboncini lanciagranate, culatte apposite, consentono di sparare delle granate "con innesto a bacchetta" che si infila nella canna dell'arma stabilizzandosi grazie al tromboncino che "sostiene" la testa della granata che fuoriesce dalla bocca dell'arma. Per essere sparate queste granate necessitano di proiettili propellenti, in pratica proiettili nel calibro utilizzato normalmente dall'arma ma privi di ogiva e che forniscono solo la spinta propulsiva alla granata. Questo sistema di lancio delle granate nacque durante la seconda guerra mondiale e in ambito militare è pressoché scomparso, permanendo in ambito di polizia per il lancio di lacrimogeni.

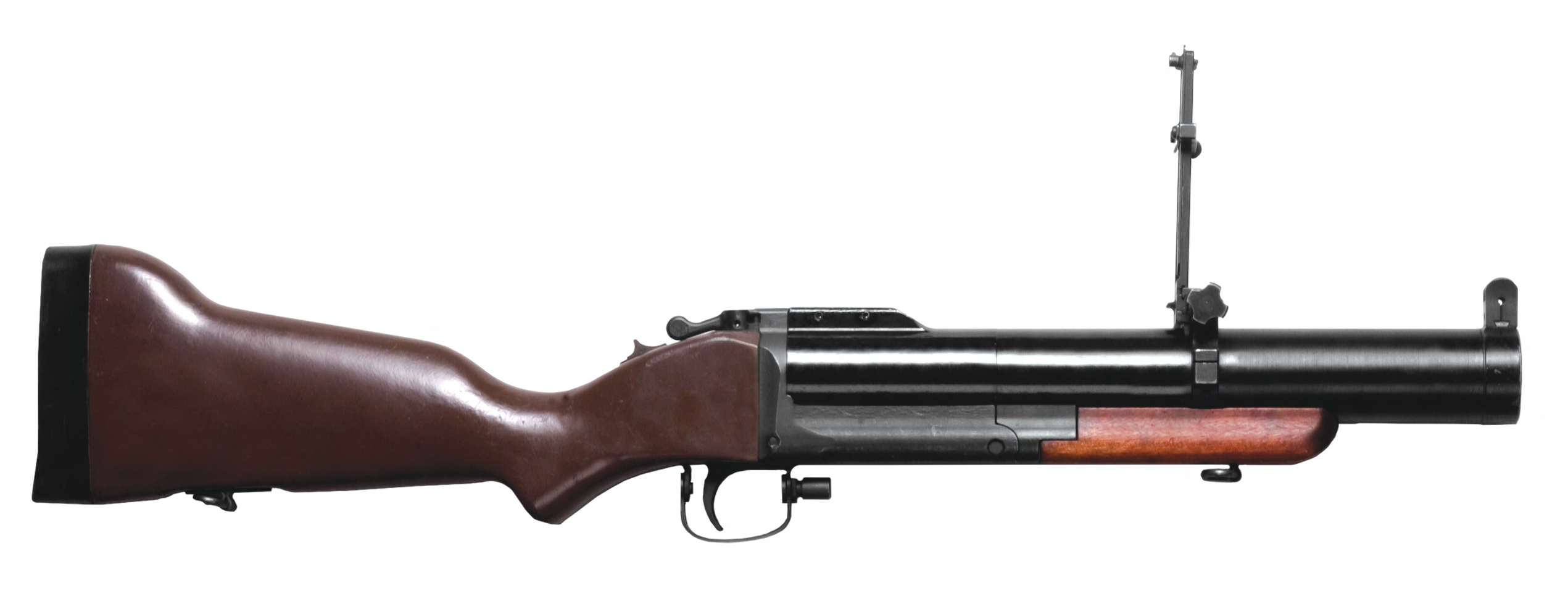
M79

I lanciagranate che utilizzano munizioni a proiettile interno sono i più diffusi in ambito militare, ne esistono sia a retrocarica che ad avancarica; sia ad anima liscia che rigata. Inoltre vanno distinti i lanciagranate veri e propri, che sono strutturati in modo da svolgere unicamente quella funzione (e che in taluni casi sono disposti anche di serbatoi di vario tipo e meccanismo di funzionamento semiautomatico), da quelli cosiddetti coassiali (o tubi lanciagranate), che invece sono delle versioni più corte e leggere che sono destinate a essere montate su armi da fuoco coassialmente all'asse della canna. Ve ne sono anche alcuni che possono, montando calciatura apposita, divenire lanciagranate autonomi.
Vari progetti ancora oggi in corso di armi individuali sviluppati per i soldati del futuro, consistono nell'introdurre lanciagranate coassiali dotati di serbatoio che garantiscano una minima autonomia. Inoltre si cerca di ridurre le dimensioni della granata (fino a 20/25 mm di diametro) facendo diventare il lanciagranate simile ad un fucile; esempio di un progetto simile fu l'americano l'XM25, programma promettente ma successivamente chiuso per questioni legali ed economiche.